# Kevin Muscat
Kevin Vincent Muscat (ur. 7 sierpnia 1973 w Crawley) – australijski piłkarz i trener grający na pozycji obrońcy lub pomocnika, reprezentant kraju.

## Kariera klubowa
Karierę rozpoczął w 1989 w klubie Sunshine George Cross. W sezonie 1991/1992 występował w zespole Heidelberg United. Do sezonu 1995/1996 występował w klubie South Melbourne FC, w barwach którego zdobył NSL Cup w 1996.
Po tym sukcesie w sierpniu 1996 za £35,000 zakupił go angielski klub Crystal Palace. Wraz z zespołem uzyskał awans do Premier League tym, jak na Wembley pokonali zespół Sheffield United w finale play-off. W październiku 1997 za £200,000 przeszedł do Wolverhampton Wanderers. Występował w tym zespole do lipca 2002, kiedy to skończył mu się kontrakt i za darmo przeszedł do szkockiego zespołu Rangers. Z klubem w ciągu jednego sezonu zdobył tzw. potrójną koronę, czyli Mistrzostwo, Puchar i Puchar Ligi Szkockiej.
W 2003 przeszedł do zespołu Millwall. W 2004 zagrał w finale Pucharu Anglii. Od 2005 do 2011 był zawodnikiem zespołu Melbourne Victory. Wraz z zespołem z Melbourne dwukrotnie zdobył mistrzostwo A-League Premiership i A-League Championship w sezonach 2006/07 oraz 2008/09. Łącznie w 122 spotkaniach dla tego zespołu strzelił 28 bramek.
Od 2011 do 2012 grał w swoim pierwszym klubie w karierze, Sunshine George Cross. Zagrał tylko w trzech spotkaniach, w których raz wpisał się na listę strzelców. W 2012 zakończył karierę piłkarską.
| Sezon     | Klub                  | Kraj      | Rozgrywki                         | Mecze | Bramki |
| --------- | --------------------- | --------- | --------------------------------- | ----- | ------ |
| 1989/90   | Sunshine George Cross | Australia | National Soccer League            | 9     | 0      |
| 1990/91   | Sunshine George Cross | Australia | National Soccer League            | 0     | 0      |
| 1991/92   | Heidelberg United     | Australia | National Soccer League            | 18    | 0      |
| 1992/93   | South Melbourne FC    | Australia | National Soccer League            | 17    | 0      |
| 1993/94   | South Melbourne FC    | Australia | National Soccer League            | 24    | 2      |
| 1994/95   | South Melbourne FC    | Australia | National Soccer League            | 20    | 3      |
| 1995/96   | South Melbourne FC    | Australia | National Soccer League            | 12    | 1      |
| 1996/97   | Crystal Palace        | Anglia    | Championship                      | 44    | 2      |
| 1997/98   | Crystal Palace        | Anglia    | Premier League                    | 9     | 0      |
| 1997/98   | Wolverhampton         | Anglia    | Championship                      | 24    | 3      |
| 1998/99   | Wolverhampton         | Anglia    | Championship                      | 37    | 4      |
| 1999/2000 | Wolverhampton         | Anglia    | Championship                      | 45    | 4      |
| 2000/01   | Wolverhampton         | Anglia    | Championship                      | 37    | 3      |
| 2001/02   | Wolverhampton         | Anglia    | Championship                      | 37    | 0      |
| 2002/03   | Rangers               | Szkocja   | Scottish Premier League           | 22    | 0      |
| 2003/04   | Millwall              | Anglia    | Championship                      | 27    | 0      |
| 2004/05   | Millwall              | Anglia    | Championship                      | 25    | 0      |
| 2005/06   | Melbourne Victory     | Australia | A-League                          | 17    | 6      |
| 2006/07   | Melbourne Victory     | Australia | A-League                          | 20    | 7      |
| 2007/08   | Melbourne Victory     | Australia | A-League                          | 17    | 4      |
| 2008/09   | Melbourne Victory     | Australia | A-League                          | 21    | 5      |
| 2009/10   | Melbourne Victory     | Australia | A-League                          | 20    | 4      |
| 2010/11   | Melbourne Victory     | Australia | A-League                          | 21    | 2      |
| 2011      | Sunshine George Cross | Australia | Victorian State League Division 1 | 3     | 1      |

## Kariera reprezentacyjna
Muscat występował w reprezentacji Australii do lat 20 oraz 23. W pierwszej reprezentacji zadebiutował 29 kwietnia 1994 w meczu przeciwko reprezentacji Kuwejtu, zremisowanym 0:0. Uczestnik Igrzysk Olimpijskich 1996.
Grał na Pucharze Konfederacji 1997, podczas którego Australia zajęła drugie miejsce. Uczestniczył także w Pucharze Konfederacji 2001, który Australia ukończyła na 3. miejscu. Zagrał tam w czterech spotkaniach, z Meksykiem, Francją, Koreą Południową i Japonią.
Był także w kadrze na Puchar Konfederacji 2005, podczas którego zagrał w dwóch spotkaniach z Niemcami i Argentyną. Dwukrotnie wygrał z zespołem Puchar Oceanii w latach 2000 oraz 2004. Podczas turnieju w 2000 roku zagrał w 4 spotkaniach, w których zdobył 4 bramki.
Po raz ostatni w reprezentacji zagrał 16 sierpnia 2007 w meczu eliminacji Pucharu Azji 2007 przeciwko Kuwejtowi, wygranym 2:0. Łącznie Kevin Muscat w latach 1994–2006 wystąpił w 46 spotkaniach, w których strzelił 10 bramek.
| Mecze i gole w reprezentacji | Mecze i gole w reprezentacji | Mecze i gole w reprezentacji | Mecze i gole w reprezentacji | Mecze i gole w reprezentacji | Mecze i gole w reprezentacji | Mecze i gole w reprezentacji     |
| #                            | Data                         | Miasto                       | Przeciwnik                   | Gol                          | Wynik                        | Rozgrywki                        |
| ---------------------------- | ---------------------------- | ---------------------------- | ---------------------------- | ---------------------------- | ---------------------------- | -------------------------------- |
| 1.                           | 24.09.1994                   | Kuala Lumpur                 | Kuwejt                       |                              | 0:0                          | towarzyski                       |
| 2.                           | 30.06.1995                   | Quilmes                      | Argentyna                    |                              | 0:2                          | towarzyski                       |
| 3.                           | 14.02.1996                   | Melbourne                    | Japonia                      |                              | 3:0                          | towarzyski                       |
| 4.                           | 25.02.1996                   | Brisbane                     | Szwecja                      |                              | 0:2                          | towarzyski                       |
| 5.                           | 28.02.1996                   | Sydney                       | Szwecja                      |                              | 0:0                          | towarzyski                       |
| 6.                           | 24.04.1996                   | Antofagasta                  | Chile                        |                              | 0:3                          | towarzyski                       |
| 7.                           | 09.10.1996                   | Rijad                        | Arabia Saudyjska             |                              | 0:0                          | towarzyski                       |
| 8.                           | 02.04.1997                   | Budapeszt                    | Węgry                        | Gol                          | 3:1                          | towarzyski                       |
| 9.                           | 13.06.1997                   | Sydney                       | Tahiti                       |                              | 5:0                          | El. MŚ 1998                      |
| 10.                          | 17.06.1997                   | Sydney                       | Wyspy Salomona               |                              | 6:2                          | El. MŚ 1998                      |
| 11.                          | 01.10.1997                   | Tunis                        | Tunezja                      |                              | 0:3                          | towarzyski                       |
| 12.                          | 19.12.1997                   | Rijad                        | Urugwaj                      |                              | 1:0                          | towarzyski                       |
| 13.                          | 21.12.1997                   | Rijad                        | Brazylia                     |                              | 0:6                          | towarzyski                       |
| 14.                          | 06.06.1998                   | Zagrzeb                      | Chorwacja                    |                              | 0:7                          | towarzyski                       |
| 15.                          | 23.02.2000                   | Budapeszt                    | Węgry                        |                              | 3:0                          | towarzyski                       |
| 16.                          | 29.03.2000                   | Cieplice                     | Czechy                       |                              | 1:3                          | towarzyski                       |
| 17.                          | 09.06.2000                   | Sydney                       | Paragwaj                     |                              | 0:0                          | towarzyski                       |
| 18.                          | 12.06.2000                   | Brisbane                     | Paragwaj                     |                              | 0:0                          | towarzyski                       |
| 19.                          | 15.06.2000                   | Melbourne                    | Paragwaj                     |                              | 2:1                          | towarzyski                       |
| 20.                          | 19.06.2000                   | Papeete                      | Wyspy Cooka                  | Gol · Gol                    | 17:0                         | Puchar Narodów Oceanii 2000      |
| 21.                          | 23.06.2000                   | Papeete                      | Wyspy Salomona               | Gol                          | 6:0                          | Puchar Narodów Oceanii 2000      |
| 22.                          | 25.06.2000                   | Papeete                      | Vanuatu                      | Gol                          | 1:0                          | Puchar Narodów Oceanii 2000      |
| 23.                          | 28.06.2000                   | Papeete                      | Nowa Zelandia                |                              | 2:0                          | Puchar Narodów Oceanii 2000      |
| 24.                          | 15.11.2000                   | Glasgow                      | Szkocja                      |                              | 2:0                          | towarzyski                       |
| 25.                          | 09.04.2001                   | Coffs Harbour                | Tonga                        | Gol · Gol · Gol · Gol        | 22:0                         | El. MŚ 2002                      |
| 26.                          | 11.04.2001                   | Coffs Harbour                | Samoa Amerykańskie           |                              | 31:0                         | El. MŚ 2002                      |
| 27.                          | 14.04.2001                   | Coffs Harbour                | Fidżi                        |                              | 2:0                          | El. MŚ 2002                      |
| 28.                          | 16.04.2001                   | Coffs Harbour                | Samoa                        |                              | 11:0                         | El. MŚ 2002                      |
| 29.                          | 30.05.2001                   | Suwon                        | Meksyk                       |                              | 2:0                          | PK 2001                          |
| 30.                          | 01.06.2001                   | Daegu                        | Francja                      |                              | 1:0                          | PK 2001                          |
| 31.                          | 06.06.2001                   | Suwon                        | Korea Południowa             |                              | 0:1                          | PK 2001                          |
| 32.                          | 08.06.2001                   | Jokohama                     | Japonia                      |                              | 0:1                          | PK 2001                          |
| 33.                          | 20.06.2001                   | Wellington                   | Nowa Zelandia                |                              | 2:0                          | El. MŚ 2002                      |
| 34.                          | 24.06.2001                   | Sydney                       | Nowa Zelandia                |                              | 4:1                          | El. MŚ 2002                      |
| 35.                          | 11.11.2001                   | Melbourne                    | Francja                      |                              | 1:1                          | towarzyski                       |
| 36.                          | 20.11.2001                   | Melbourne                    | Urugwaj                      | Gol                          | 1:0                          | El. MŚ 2002                      |
| 37.                          | 25.11.2001                   | Montevideo                   | Urugwaj                      |                              | 0:3                          | El. MŚ 2002                      |
| 38.                          | 12.02.2003                   | Londyn                       | Anglia                       |                              | 3:1                          | towarzyski                       |
| 39.                          | 07.09.2003                   | Reading                      | Jamajka                      |                              | 2:1                          | towarzyski                       |
| 40.                          | 18.02.2004                   | Caracas                      | Wenezuela                    |                              | 1:1                          | towarzyski                       |
| 41.                          | 06.06.2004                   | Adelaide                     | Wyspy Salomona               |                              | 2:2                          | Puchar Narodów Oceanii 2004      |
| 42.                          | 09.10.2004                   | Honiara                      | Wyspy Salomona               |                              | 5:1                          | El. Pucharu Narodów Oceanii 2008 |
| 43.                          | 09.06.2005                   | Londyn                       | Nowa Zelandia                |                              | 1:0                          | towarzyski                       |
| 44.                          | 15.06.2005                   | Frankfurt nad Menem          | Niemcy                       |                              | 3:4                          | PK 2005                          |
| 45.                          | 18.06.2005                   | Norymberga                   | Argentyna                    |                              | 2:4                          | PK 2005                          |
| 46.                          | 16.08.2006                   | Sydney                       | Kuwejt                       |                              | 2:0                          | El. Pucharu Azji 2007            |

## Kariera trenerska

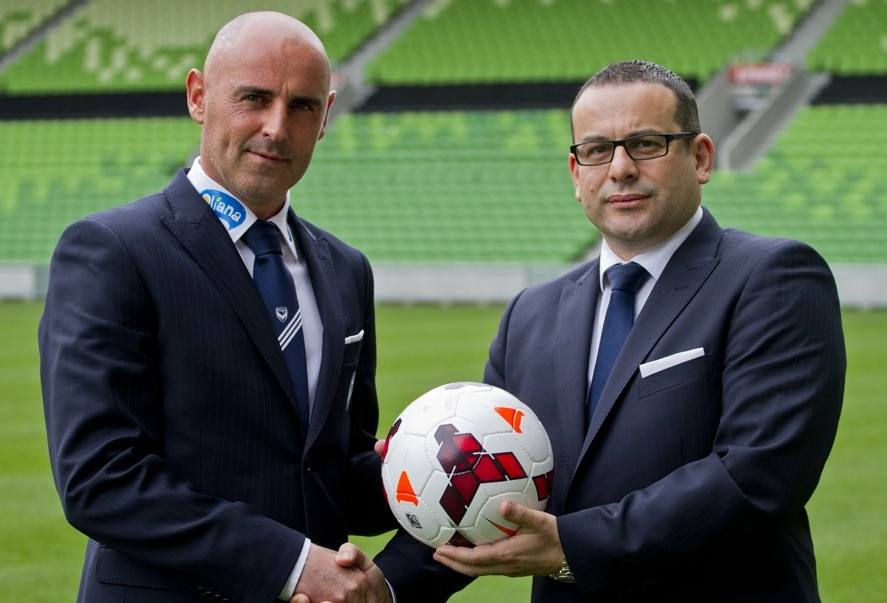
Kevin Muscat i Anthony Di Pietro, prezes Melbourne Victory

Muscat jeszcze jako zawodnik, od 2009, pełnił rolę asystenta trenera w zespole Melbourne Victory. 31 października 2013 został ogłoszony pierwszym trenerem zespołu tego zespołu. Podczas sześciu lat pracy dla zespołu z Melbourne zdobył mistrzostwo A-League Premiership w sezonie 2014/15.
Dołożył do tego także mistrzostwo A-League Championship w sezonach 2014/15 i 2017/18. Ponadto Muscat poprowadził ekipę z Melboune do zdobycia FFA Cup w roku 2015. Po 214 poprowadzonych spotkaniach w maju 2019 zakończył pracę dla Melbourne Victory.
W 2020 pracował w Sint-Truidense VV. Od 2021 trener Yokohama F. Marinos, z którym sięgnął po mistrzostwo J1 League w 2022 oraz po Superpuchar Japonii w 2023.

## Sukcesy

### Zawodnik
Australia
- Puchar Konfederacji: 1997 (2. miejsce), 2001 (3. miejsce)
- Puchar Narodów Oceanii (2): 2000, 2004

South Melbourne FC
- NSL Cup (1): 1996

Rangers F.C.
- Mistrzostwo Scottish Premiership (1): 2002/03
- Puchar Szkocji (1): 2002/03
- Puchar Ligi Szkockiej (1): 2002/03

Millwall F.C.
- Finał Pucharu Anglii (1): 2003/04

Melbourne Victory
- Mistrzostwo A-League Premiership (2): 2006/07, 2008/09
- Mistrzostwo A-League Championship (2): 2006/07, 2008/09

### Trener
Melbourne Victory
- Mistrzostwo A-League Premiership (1): 2014/15
- Mistrzostwo A-League Championship (2): 2014/15, 2017/18
- FFA Cup: 2015

Yokohama F. Marinos
- Mistrzostwo J1 League (1): 2022
- Superpuchar Japonii (1): 2023